# Roque Olsen
Roque Germán Olsen Fontana (* 9. September 1925 in Sauce de Luna, Entre Ríos; † 15. Juni 1992 in Sevilla) war ein argentinischer Fußballspieler und -trainer.

## Karriere
Olsens Spielerkarriere startete 1949 beim argentinischen Klub CA Tigre. Schon ein Jahr später wechselte er zu Racing Club Avellaneda, die im Jahr zuvor die argentinische Meisterschaft gewonnen hatten. Nach nur 15 Spielen für diesen Klub ging Olsen nach Europa zu Real Madrid. Bei Real Madrid spielte er sieben Jahre, in denen er drei spanische Meisterschaften, zwei Copa Latina und zwei Europapokale der Landesmeister gewinnen konnte. Olsen ist mit 60 Toren in 110 Ligaspielen einer der erfolgreichsten Torschützen in der Geschichte von Real Madrid. Seine Karriere beendete er im Alter von 34 Jahren 1959 beim FC Córdoba.
Letztgenannter Klub war gleichzeitig Olsens erste Trainerstation, denen er 1962 zum Aufstieg in die Primera División verhalf. Anschließend trainierte er Deportivo La Coruña und Real Saragossa, ehe er 1965 Trainer des FC Barcelona wurde. Barcelona war gerade in einer Übergangsphase, in der viele neue und junge Spieler (wie Carles Rexach) in das Team integriert werden mussten. Olsen gewann in seiner ersten Saison bei Barcelona den Messepokal 1965/66, in der Liga wurde man Dritter. Nach der Saison 1966/67 wurde er entlassen und wurde in der darauffolgenden Saison Trainer von Real Saragossa. Später coachte er noch den FC Sevilla, den FC Elche, Celta Vigo und mehrere Male UD Las Palmas.

## Erfolge
Spieler:
- Spanische Meisterschaft: 1954, 1955, 1957
- Copa Latina: 1955, 1957
- Europapokal der Landesmeister: 1956, 1957

Trainer:
- Messepokal: 1966
- Aufstieg in die Primera División: 1962